# Albion Rovers
Die Albion Rovers (offiziell: Albion Rovers Football Club) – auch bekannt als The Wee Rovers oder The Vers – sind ein schottischer Fußballverein aus Coatbridge, in North Lanarkshire gelegen.
Der Klub spielt 2023/24 in der Lowland Football League, der fünfthöchsten schottischen Spielklasse. Aktueller Trainer ist mit Jim Chapman ein ehemaliger Spieler des Vereins aus den 1980er Jahren. Der Verein trägt seine Heimspiele im Cliftonhill Stadium (oder kurz: „Cliftonhill“) aus, das an den Weihnachtstagen im Jahre 1919 eröffnet worden war (im Eröffnungsspiel unterlag der Klub dem FC St. Mirren mit 0:2).

## Geschichte
Der Verein wurde als Zusammenschluss der beiden Klubs mit den Namen „Albion“ und „Rovers“ im Jahre 1882 gegründet und trat schließlich 1903 der Scottish Football League („SFL“) bei, der die Rovers seitdem bis zum heutigen Tage ununterbrochen angehören. Die Mannschaft spielt in gelben Trikots mit roten Streifen, die der Verein seit 1961 trägt, nachdem er zuvor die Farben himmelblau, weiß und schwarz bevorzugt hatte.
Als größter Erfolg gilt bis heute der Einzug ins Finale des schottischen Pokals im Jahre 1920, in dem die Mannschaft vor 95.600 Zuschauern im Hampden Park trotz zweimaliger Führung dem FC Kilmarnock mit 2:3 unterlag. Im Halbfinale hatte der Klub zuvor nach drei Partien die Glasgow Rangers besiegt. Mit der Niederlage waren die Rovers neben dem FC Dumbarton – der im Jahre 1897 im Finale gegen die Rangers verloren hatte – der einzige Klub, der das Endspiel im Pokal erreichen konnte und gleichzeitig in der Meisterschaft in der SFL an letzter Stelle rangierte. Im anschließenden Jahr standen die Rovers im Pokal erneut den Rangers im Halbfinale gegenüber und verloren in dieser Neuauflage mit 1:4.
In der Meisterschaft spielten die Rovers zumeist entweder in der zweiten Liga und nach dem Ersten Weltkrieg ab 1919 bis 1923 in der Eliteliga, wo sich der Klub jedoch zumeist in der unteren Tabellenhälfte aufhielt. Mit der Zweitligameisterschaft in der Saison 1933/34 – und der damit verbundenen Rückkehr in die oberste schottische Spielklasse – gelang der erste sportliche Aufstieg in der Vereinsgeschichte. Dort konnte sich die Mannschaft zunächst mit einer Unterbrechung – durch den Abstieg in der Saison 1936/37, der in der Folgespielzeit durch die Vizemeisterschaft und dem Wiederaufstieg „korrigiert“ werden konnte – bis zum Ausbruch des Zweiten Weltkrieges halten, wenn auch in den meisten Fällen nur knapp oberhalb der Abstiegsplätze.
Nach der Wiederaufnahme des Spielbetriebs in der Saison 1946/47 wurden die Rovers aufgrund der Verkleinerung der ersten Liga von 20 auf 16 Mannschaften nur noch in die zweite Liga eingestuft. Obwohl die Mannschaft im zweiten Jahr durch die erneute Vizemeisterschaft in die Erstklassigkeit zurückkehren konnten, folgte der direkte Abstieg in der Saison 1948/49 mit nur acht Punkten aus 30 Spielen. Danach konnte der Verein auch in der zweiten Liga nicht mehr ernsthaft höhere Ambitionen pflegen und hatte den Klassenerhalt als Tabellenletzter im Jahre 1953 lediglich der Tatsache zu verdanken, dass keine Mannschaft aus der zweiten Liga absteigen musste.

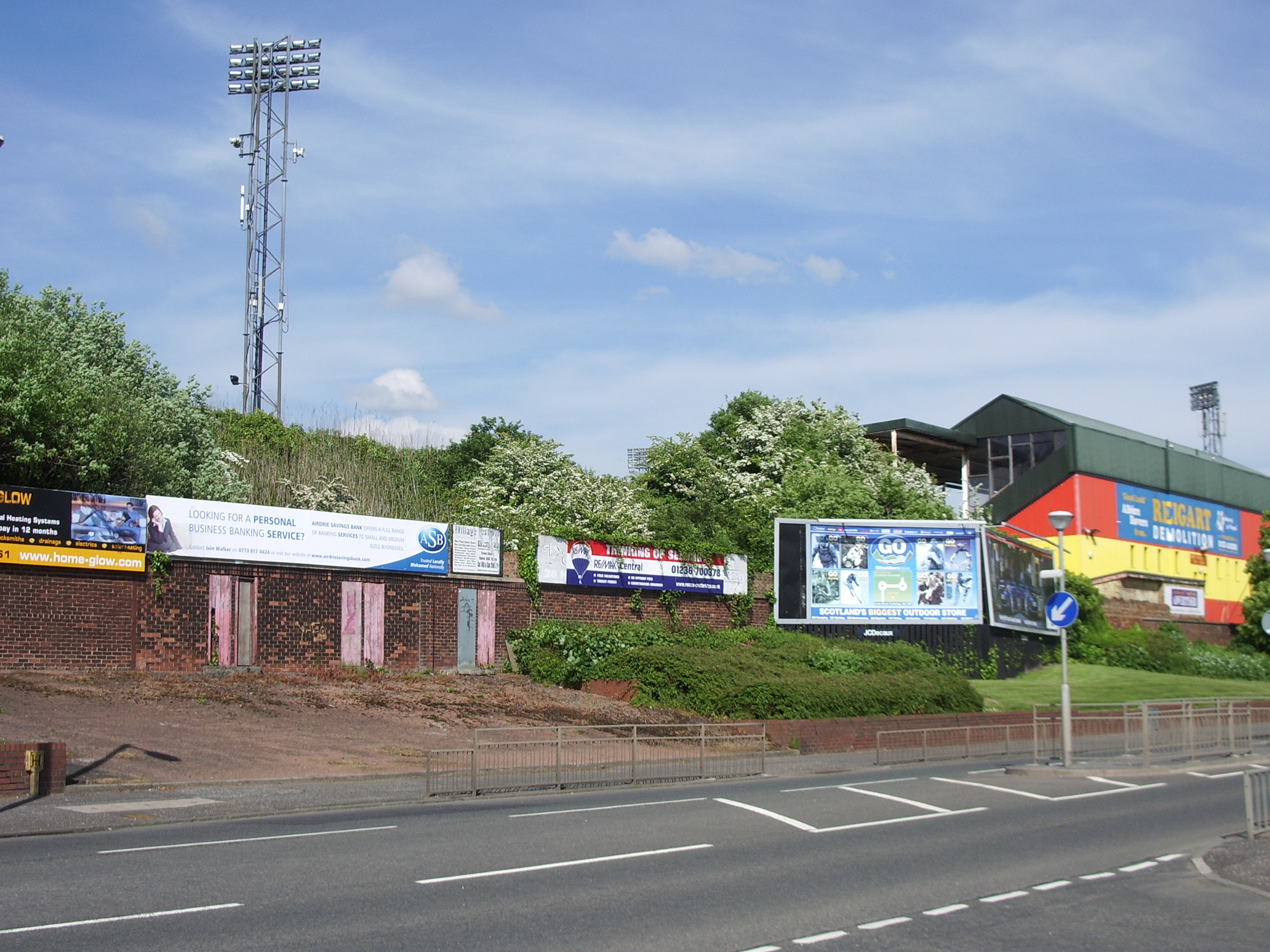
Das Stadion der Albion Rovers von außen, 2008

Bis zur Mitte der 1970er-Jahre agierten die Rovers in dieser zweiten Liga, bis dann eine Umstrukturierung – und der damit verbundenen Verkleinerung der zweiten Liga von 20 auf 14 Mannschaften – dafür sorgte, dass der Klub trotz eines mittelmäßigen zwölften Platzes in der Saison 1974/75 die Spielklasse nach unten verlassen musste. Diese dritte Liga sollte aufgrund der zusätzlichen Einführung der „Scottish Premier Division“ als oberste Spielklasse fortan den Namen „Scottish Second Division“ der vorherigen zweiten Liga übernehmen, die selbst „Scottish League Division One“ genannt wurde. Auch in der dritten Liga konnte der Klub lange Zeit nicht um den Aufstieg mitspielen und belegte gar häufig einen der unteren Plätze. Erst 1989 konnten die Rovers mit der Drittligameisterschaft die Rückkehr in die zweite Liga sicherstellen, was jedoch nur ein einjähriges Intermezzo darstellen sollte, da aufgrund des vorletzten Platzes in der Saison 1989/90 der erneute Abstieg die Folge war. Dass der Aufstieg nur ein kurzer Hoffnungsschimmer gewesen war, stellte sich nun in der ersten Hälfte der 1990er-Jahre unter Beweis und der Verein stieg nach zwei letzten Plätzen durch einen vorletzten Platz in der Spielzeit 1993/94 in die neu geschaffene vierte Liga Scottish Football League Third Division ab. Nach der Meisterschaft 2014/15 folgte der Aufstieg in die drittklassige Scottish League One.
Zu den berühmtesten Spielern der Albion Rovers zählt der spätere Trainer von Celtic Glasgow und der schottischen Nationalmannschaft Jock Stein, sowie Bernie Slaven, Peter Dickson, Jock White (der einzige Nationalspieler des Vereins, während dieser beim Klub aktiv war), Tony Green und Jim Brown.

## Sonstiges
- Im walisischen Newport wurde – vermutlich von schottisch-stämmigen Anhängern – ein Verein gegründet, der ebenfalls den Namen „Albion Rovers“ trägt. Zudem gibt es in Australien und Irland Klubs, die diesen Namen tragen.
- Die Anhänger des Vereins bevorzugen in der Kurzform den Begriff „Rovers“ anstellte der Bezeichnung „Albion“.
- Die Rovers planen zurzeit einen umfassenden Umbau ihres Stadions und beabsichtigen dabei, Teile des Grundstücks zu verkaufen, um diese dann für Büroräume zu nutzen. Damit soll der Bau einer neuen Tribüne und möglicherweise ein Spielfeld aus Kunstrasen errichtet werden.

## Erfolge
- Schottischer Pokal: Endspielteilnehmer 1920
- Zweitligameister: 1934
- Drittligameister: 1989

## Vereinsrekorde
- Rekordsieg: 12:0 gegen Airdriehill (Schottischer Pokal: 3. September 1887)
- Rekordniederlage: 1:11 gegen Partick Thistle (Schottischer Ligapokal: 11. August 1993)
- Besucherrekord in einem Heimspiel: 27.381 gegen die Glasgow Rangers (Schottischer Pokal: 8. Februar 1936)
- Rekordtorschütze: John Renwick (41 in der Saison 1932/33)

## Bekannte ehemalige Spieler der Albion Rovers
- John Brogan
- Jim Brown
- Matt Carson
- Peter Dickson
- Willie Findlay
- Mick Green
- Tony Green
- Danny Hegan
- Victor Kasule
- Tommy Keirnan
- Jeff King
- Sam Malcolmson
- Kevin McAllister
- Johnny McIlhatton
- Bernie Slaven
- Jock Stein
- Jock White